# Someone Still Loves You Boris Yeltsin
Someone Still Loves You Boris Yeltsin (SSLYBY) — американская инди-поп группа из города Спрингфилд (штат Миссури). Названа в честь первого президента России Бориса Ельцина. Их первый LP-альбом, Broom, был выпущен в 2005 году без лейбла. В настоящее время имеют контракт с Polyvinyl Record Co.

## История группы
Уилл Кроер и Филипп Диккей были друзьями со школы. Фил познакомился с Джоном Робертом Карвеллом в 2002 году, когда они были на первом курсе колледжа, и они начали писать песни вместе.
С 2002 по 2004 годы группа записывала демо в домашних условиях, в комнатах общежитий. В 2004 был выпущен первый EP совместно с вокальным дуэтом Гуин и Грейс.
Осенью 2004 группа начала записывать свой третий LP-альбом «Broom» в доме Кноуера, который играет значительную роль в художественном оформлении группы. «Broom» был выпущен в марте 2005 года. Дебют имел инди-успех, получил положительные отзывы в журнале «Spin» и интернет-славу, благодаря блогам, таким как «You Ain’t No Picasso» и «Bars and Guitars». В это же время «Pitchfork» оценивает альбом в 6.9/10.0. Чуть позже релиза «Broom» SSLYBY выпускают сплит с Майклом Холтом, участником группы The Mommyheads, на Catbird Records (лейбл начался с блога «Catbirdseat») в 2005 году.
В феврале 2006 группа отправилась на свой первый тур по стране вместе с Catfish Haven (с лейбла Secretly Canadian). В том же туре группа записала свою третью сессию на сайте Daytrotter. Годом позже песня «Oregon Girl» была в эпизоде сериала «Одинокие сердца».
Группа подписала контракт с Polyvinyl Records в июне 2006 года и уже в октябре повторно выпустила «Broom». Это было сделано, потому что оригинальная версия альбома была записана группой с их собственным оборудованием (включая Boss цифровой многодорожечный рекордер и используя только микрофоны Shure SM57 и SM58), кроме того мастеринг был выполнен не профессионально, по сравнению с уровнем большинства стандартных релизов. Лоу-фай звучание альбома вызвало много критики и слушателей альбома.
В июле 2007 года SSLYBY выступили на "Пикнике «Афиши» в Москве, спустя 3 месяца после смерти Бориса Ельцина.
Группа вернулась в Спрингфилд, чтобы записать долгожданный новый альбом. Из-за жалоб на шум записывать его в доме Уилла было невозможно, поэтому группа переехала в свою домашнюю звукозаписывающую студию в доме тёти Кноуера.
«Pershing» вышел 8 апреля 2008 года на Polyvinyl Records. Альбом сопровождали три клипа: «Think I Wanna Die», совместно с участницами группы Eisley и срежиссированным номинантом «Грэмми» Исрелом Антемом и «Modern Mystery» и «Glue Girls», режиссёром которых стал Брук Линдер.
Группа была названа «лучшей новой группой в штате Миссури» в Boston Phoenix несмотря на «вычурное, раздражающее название из 6 слов.» Pershing в блогах It’s Hard to Find A Friend, The Stark Online и The Power Pop Show был назван лучшим альбомом 2008 года. Blender Magazine назвал «Dead Right» одной из 200 лучших песен 2008 года.
В 2008 году группа выпустила split EP с группой Puzzle из Ливерпуля, дала разрешение использовать свою песню «Anne Elephant» в рекламе MasterCard и впервые выступила на телевидении в программе «Carson Daly Show».
Третий альбом SSLYBY , выпущенный лейблом Polyvinyl records, Let It Sway, был спродюсирован Крисом Уоллом из Death Cab For Cutie и Beau Sorenson.
22 октября 2010 года, на сайте NME.com дебютировал клип на песню «Sink / Let It Sway» режиссёры Брука Линдера. Группа и Линдер снова взялись за работу вместе в начале 2011 года, чтобы снять видео для песни "Critical Drain ", премьера которого состоялась на MTV.com.
В начале 2011 года группа поддержала Tokyo Police Club на гастролях в США. В том же году они выпустили Tape Club, коллекцию би-сайдов и раритетов.
Группа выпустила новый альбом 17 сентября 2013 года. Она называется Fly By Wire. Новости об этом альбоме совпали с уходом Джона Роберта из группы.

## Дискография
- 2004 Split CD Vol. 6 (вместе с Gwyn and Grace) — Sew, Sew, Suck Your Toe
- 2004 Two People… Probably Talking About Me EP / Gwyn and Grace EP
- 2005 Someone Still Loves You Michael Holt
- 2006 'Haircuts' split CD совместно с Nathaniel Carroll (Things That Are True)
- 2005 Broom
- 2007 Not Worth Fighting Single
- 2007 Pangea single
- 2008 Pershing
- 2008 Someone Still Loves You Boris Yeltsin/Puzzle
- 2010 Let It Sway
- 2010 'Back To You' для Fast Forward World Cup Compilation
- 2011 Tape Club
- 2013 Fly By Wire (album)
- 2015 The High Country

## Состав

### Текущий состав
- Уилл Кноуер – соло-гитара
- Филип Диккей – вокал, ударные, гитара
- Джонатан Джеймс – бас-гитара, ударные

### Бывший участник
Джон Роберт Карвелл — вокал, гитара, бас-гитара (1999–2013)